# جما مرادخانیان
جما مرادخانیان (ارمنی: Ջեմմա Մուրադխանյան؛  زادهٔ ۱۹۲۶) پزشک ارمنی‌تبار اهل ایران است. وی نخستین زن متخصص زنان و زایمان ایران (زایمانی بی درد) است.

## زندگی‌نامه
جما مرادخانیان در ۱۹۲۶ میلادی (۱۳۰۵ خورشیدی) در تبریز به دنیا آمد و از دانشکده پزشکی  دانشگاه تبریز فارغ‌التحصیل گشت.
وی فارغ‌التحصیل دانشکده پزشکی دانشگاه تبریز در سال ۱۹۵۳ (۱۳۳۲) (دکترای زایمانی بی درد) بود. وی در سال ۱۹۵۷ (۱۳۳۶) رئیس درمانگاه فرح پهلوی بود. 